# Joseph Eduard Wessely
El bohemo Joseph Eduard Wessely (* 8 de mayo de 1826 en Welletau en el distrito de Kolín en Bohemia Central; † 17 de marzo de 1895 en Braunschweig) era un perito de arte y escritor.  Ocupó el cargo de Inspector del Museo de Braunschweig. Además, era colaborador de la obra de referencia Allgemeine Deutsche Biographie.